# 487-й отдельный вертолётный полк
487-й отдельный вертолётный ордена Кутузова полк (487 овп, в/ч 44936) — тактическое формирование Армейской авиации Российской Федерации.
Формирование находится в составе 4-й гвардейской армии ВВС и ПВО с пунктом постоянной дислокации на аэродроме Будённовск.

## История
487-й отдельный вертолётный полк создан 15 сентября 1989 года в немецком городе Пренцлау округа Нойбранденбурга на базе отдельных вертолётных эскадрилий, находившихся в составе мотострелковых и танковых дивизий 20-й гвардейской общевойсковой армии. 30 апреля 1991 года он был передислоцирован на аэродром Вернойхен. В 1990 году на основании Приказа МО СССР от 30.07.1990 г. № 0028 к 1 декабря 1990 года полк передан в состав 20-й гвардейской общевойсковой армии. По штату 15/614-53 в полку числилось 446 человек (272 офицера, 76 прапорщиков)..
12 августа 1993 выведен на территорию Северо-Кавказского военного округа в г. Будённовск.
28 августа 2009 года во исполнение Директивы МО РФ от 19 января 2009 г., 487-й отдельный вертолётный полк (боевой и управления) (487-й ОВП (биУ)) расформирован и вошел в состав сформированной 6971-й авиационной базы (1-го разряда). Часть получила наименование «Войсковая часть 12910». Затем, на основании Директивы МО РФ от 18 июля 2010 г., 1 декабря 2011 года на аэродроме Будённовск сформирована 387-я авиационная база (армейской авиации) 2-го разряда «Войсковая часть 44936».
Среди военнослужащих полка восемь Героев России, более 800 военнослужащих награждены государственными наградами.